# کاتانیا
کاتانیا (به ایتالیایی: Catania) یکی از شهرهای ناحیه سیسیل در کشور ایتالیا است و از سمت جنوب با دریای یونان مرز آبی دارد و به این علت این شهر دارای بندر می‌باشد.

## جغرافیا
جمعیت کاتانیا در حدود ۷۵۲٬۸۹۵ نفر است و دومین شهر بزرگ ناحیه سیسیل به حساب می‌آید و همچنین نهمین شهر بزرگ کشور ایتالیا است بدون اینکه مرکز ناحیه‌ای باشد.

## تاریخچه
این شهر در سال ۹۰۰ بعد از میلاد مسیح مورد حمله اعراب قرار گرفت.
آتشفشان اتنا در نزدیکی این شهر قرار دارد. در سال ۱۶۹۳ میلادی زمین‌لرزه‌ای بزرگ در این شهر روی دارد که باعث فعالیت آتشفشان اتنا شد و در نتیجه شهر کاتانیا به‌طور کامل نابود شد ولی در سالهای بعد بازسازی شد.

## مترو

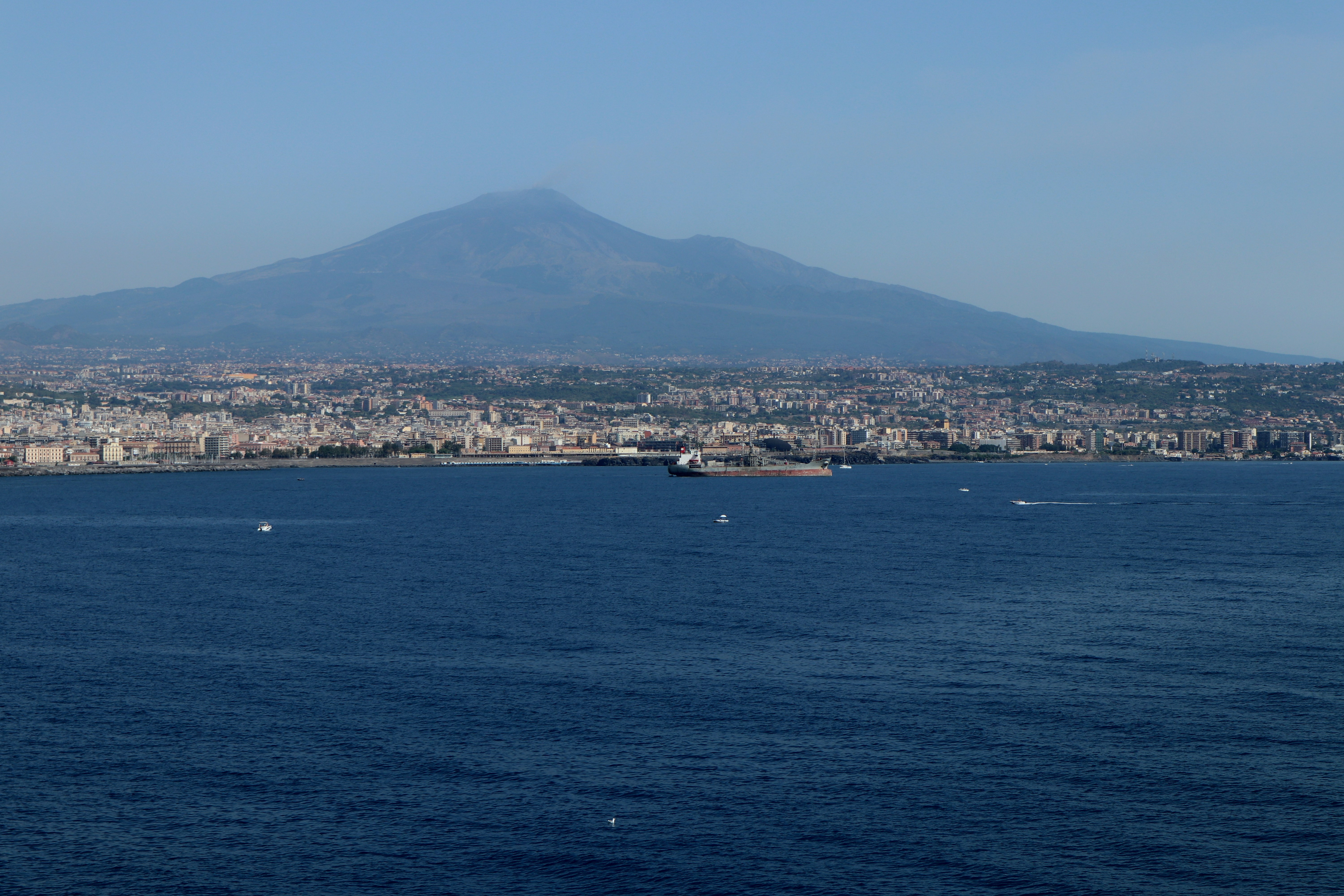
سواحل کاتانیا

متروی کاتانیا در سال ۱۹۹۹ تأسیس شده و هم‌اکنون دارای ۱ خط و ۶ ایستگاه می‌باشد.